# Седанка
Седанка  (рос. Седанка) — село у Тигільському районі Камчатського краю Російської Федерації.
Населення становить 459 осіб (2018). Входить до складу муніципального утворення село Седанка.

## Історія
До 1 червня 2007 року в складі Коряцького автономного округу Камчатської області, відтак у складі Камчатського краю. Згідно із законом від 2 грудня 2004 року, органом місцевого самоврядування є село Седанка.
Дістатися до села є можливість лише зимником. У селі проживають коряки й ітельмени, які втратили традиційні національні промисли — оленярство і рибальство. Весь житловий фонд з радянських часів знищений грибком, у селі відсутні централізоване водопостачання та каналізація. Станом на 2025 рік у селі проживає 224 особи, з них 67 — діти, 39 мешканців пішли на війну проти України.

## Населення
| 2002 | 2010 | 2012 | 2013 | 2014 | 2015 | 2016 |
| ---- | ---- | ---- | ---- | ---- | ---- | ---- |
| 660  | ▼527 | ▼522 | ▼505 | ▼500 | ▬500 | ▼473 |
| 2017 | 2018 |      |      |      |      |      |
| ▼461 | ▼459 |      |      |      |      |      |